# Arquebisbat de Lucca
L'arquebisbat de Lucca (en italià: Arcidiocesi di Lucca, en llatí: Archidioecesis Lucensis) és una seu de l'Església catòlica, immediatament subjecta a la Santa Seu, que pertany a la regió eclesiàstica Toscana. El 2013 tenia 315.200 batejats d'un total 323.200 habitants. Actualment està regida per l'arquebisbe Paolo Giulietti.

## Territori
L'arxidiòcesi comprèn la província de Lucca, a excepció de part del municipi d'Altopascio (que només inclou el poble de Badia Pozzeveri) i Montecarlo que pertanyen al bisbat de Pescia i Barga, Forte dei Marmi, Pietrasanta, Seravezza i part de Stazzema, que pertanyen a l'arquebisbat de Pisa. Formen part de l'arxidiòcesi de Lucca també la part occidental de la ciutat de Pescia a la província de Pistoia (parròquies de Collodi, Veneri, Aramo, Fibbialla di Medicina, Medicina, Pontito, San Quirico di Valleriana i Stiappa).
La seu arxiepiscopal és a la ciutat de Lucca, on es troba la catedral de San Martino.
El territori està dividit en 362 parròquies, reagrupades en 11 zones pastorals:
Àrea Sinodal de Lucca
1. Zona urbana de Lucca - 10 parròquies
2. Zona suburbana I - 23 parròquies
3. Zona de Moriano - 25 parròquies
4. Zona de Valfreddana - 23 parròquies

Àrea Sinodal de Capannori
1. Zona suburbana II - 24 parròquies
2. Zona suburbana III - 18 parròquies
3. Zona de Segromigno, Villa Basilica, Valleriana - 24 parròquies

Àrea Sinodal de Castelnuovo - Bagni de Lucca
1. Zona della Garfagnana - 108 parròquies
2. Zona de Valdiserchio - 60 parròquies

Àrea Sinodal de Camaiore, Massarosa, Viareggio
1. Zona de Camaiore - Massarosa - 33 parròquies
2. Zona de Viareggio - 14 parròquies

## Història
La diòcesi de Lucca va ser erigida al segle i. Segons la tradició, el primer bisbe va ser Sant Paulí, enviat a Lucca per l'apòstol sant Pere i martiritzat en l'època de l'emperador Neró.
Un catàleg episcopal de Lucca, descobert entre els manuscrits de l'arxiu capitular, mostra el nom de 15 bisbes. D'ells, sis bisbes es troben en altres fonts, el que fa versemblant l'autenticitat històrica dels altres nou. Tots són posteriors a la meitat del segle vii: de fet, el catàleg no esmenta el bisbe Leto, que va signar el sínode de Roma del 649 i fins al bisbe Eleuterio, present a un altre sínode romà de 680.
Històricament el primer esment d'un bisbe de Lucca és el de Maximus a Tuscia de Luca, qui va signar les actes del Concili de Sardica (al voltant del 343). Les investigacions arqueològiques testifiquen l'antiguitat de l'Església de Lucca, gràcies a les excavacions dutes a terme sota la basílica de Santa Reparata, que va treure a la llum les restes d'un baptisteri que data del segle iv i una basílica de tres naus que daten del segle v.
Des del principi la seu episcopal va estar immediatament subjecta a la Santa Seu.
En 683 va ser consagrada una església dedicada a sant Fredià, construïda sobre una altra més antiga dedicada als sants màrtirs Llorenç, Vicenç i Esteve. En el mateix any l'església va ser confiada als monjos dirigits per l'Abat Babbino. Va ser reconstruïda al segle xii i consagrada pel Papa Eugeni III.
Amb l'ocupació longobarda Lucca va esdevenir la seu d'un important ducat i més enllà del territori de la diòcesi va ser ampliat en gran manera. Cap al sud, de fet, a través del mitjà Valdarno, la jurisdicció dels bisbes de Lucca va arribar a Valdera i la Val d'Elsa i es va acostar a la Maremma fins a Roselle, l'actual Grosseto i, a la costa, als centres de Gualdo, Populonia i Monteverde; també nombroses propietats abacials situades a la zona de Siena pertanyien a la jurisdicció de Lucca. La diòcesi de Lucca limitava a l'est amb les diòcesis de Pistoia i Florència; al sud tocava el Valdarno Inferior, la Val d'Elsa i Val d'Era amb els territoris de Montopoli, Santa Croce, i Fucecchio, i el castell de San Miniato a Tedesco; al nord amb l'antiga Luni i la Diòcesi de Mòdena; i a l'oest amb la diòcesi de Pisa. La descripció més antiga de la diòcesi es remunta al 1260 i està continguda al Libellus extimi Lucane Dyocesis, document que enumera totes les esglésies, monestirs i llocs de culte amb les rendes, preparat en relació amb el cobrament dels delmes papals.
La catedral, dedicada a Sant Martí de Tours, va ser consagrada en 1070 pel bisbe Anselmo, futur papa Alexandre.
El 1120 el papa Calixt II va concedir als bisbes de Lucca l'ús del pal·li, la pileolo o solideu vermell (llavors signe cardinal) i la creu processional metropolitana. Un altre privilegi singular va ser la crema d'estopa al Glòria durant la missa pontifical. En 1387 l'emperador Carles IV va concedir als bisbes de Lucca el dret de conferir graus in utroque iure, filosofia i medicina, de nomenar notaris i cavallers i legitimar els bastards.
Els bisbes de Lucca van gaudir dels títols de Príncep del Sacre Imperi Romà, comte Palatí, comte de Diecimo, Piazza i Sala di Garfagnana. En 1726 la jurisdicció temporal sobre les terres de l'anomenada del Comtat episcopal, que els bisbes tenien d'antics privilegis imperials ja en l'edat mitjana, va ser venuda a la República de Lucca.
Amb el naixement del Gran Ducat de Toscana, al que romandrà aliè a Lucca, l'enorme diòcesi va ser desmembrada gradualment motius eminentment polítics. De fet, després de segles d'ajustos, el territori diocesà va acabar ajustant-se amb el de la República de Lucca. El Papa Benet XIII, el 17 de març de 1726, va erigir la diòcesi de Pescia: l'antic pieve, amb més de 60 esglésies a la Valdinievole i Valleriana, havia estat elevat a la dignitat de prebostat dioecesis nullius pel Papa Lleó X el 25 de setembre de 1519. Gregori XV, el 9 de desembre de 1622, a petició de Maria Magdalena d'Àustria, Gran Duquessa de Toscana, va separar 118 esglésies de la jurisdicció del bisbe de Lucca per crear la diòcesi de San Miniato.
L'11 de setembre de 1726, la diòcesi va ser elevada al rang d'arxidiòcesi, no metropolitana, amb la butlla Inscrutabili divinae del Papa Benet XIII.
El 26 de maig de 1754 el Papa Benet XIV va concedir a la República de Lucca el privilegi, durant la vacant de la seu, a presentar una llista de tres noms de la qual els papes decidirien llavors els futurs nous arquebisbes. El primer arquebisbe nomenat amb aquest nou procediment va ser Giovanni Domenico Mansi, erudit i autor del Sacrorum Conciliorum Nova Amplissima Collectio.
Pius VI, el 18 de juliol de 1789, satisfent la petició de Pietro Leopoldo, gran duc de Toscana, concedí a Pisa els vicariats de Barga i Pietrasanta i la parròquia de Riprafatta, mentre que, a Lucca passaren set parròquies anteriorment pertanyents a Pisa: Massaciuccoli, Bozzano, Balbano, Chiatri, Quiesa, Castiglioncello i Torre del Lago.
El Papa Lleó XII, el 3 de juliol de 1822, va establir la diòcesi d'Apuania (avui Massa Carrara-Pontremoli), separant de Lucca 41 parròquies i 7 de tractament pertanyent al vicariat de la Garfagnana i ea priorat de Castiglione. Pius IX, el 17 de desembre de 1853, uní a la seu apuana les parròquies del Vicariat de Gallicano amb Cardoso, Bolognana, Verni, Perpoli sorra, Perpoli, Fiattone, Lupinaia, Treppignana i Riana.
Per raons pastorals, el 1955 la parròquia de Palagnana passà de l'arxidiòcesi de Pisa a Lucca.
El 5 de setembre de 1992, l'arxidiòcesi rebé la rectoria de Garfagnana (incloent-hi 106 parròquies), que havia pertangut a la diòcesi de Massa Carrara-Pontremoli.

## Episcopologi
- San Paolino † (segle i)
- San Valerio †[4]
- Massimo † (citat el 343 aproximadament)[5]
- San Teodoro † (abans de Segle VII)[6]
- Lorenzo † (citat el 556 aproximadament)[7]
- Ossequenzio †[8]
- San Frediano † (? - abans de 593 mort)[9]
- Valeriano †[10]
- Paterno † (entre els segles iii i vii)
- Pisano † (entre els segles iii i vii)
- Vindicio † (entre els segles iii i vii)
- Probino † (entre els segles iii i vii)
- Aureliano † (entre els segles iii i vii)
- Nunnoso † (entre els segles iii i vii)
- Dicenzio † (entre els segles iii i vii)
- Avenzio † (entre els segles iii i vii)
- Abbondazio † (entre els segles iii i vii)
- Leto † (citat el 649)
- Eleuterio † (citat el 680)
- Felice † (abans de 685 - fins a 686)
- Balsari † (citat el 700)
- Talesperiano † (abans de 713/714 - fins a desembre de 729)
- Walprando † (abans de 737 - finals del 754)
- Peredeo † (abans de setembre de 755 - fins a febrer de 779)
- Giovanni I † (abans de setembre de 781 - fins a novembre de 800)
- Jacopo I † (abans de juliol de 801 - juliol - novembre de 818 mort)
- Pietro I † (abans de juny de 819 - fins a gener de 834)
- Berengario I † (abans de novembre de 837 - fins a juny de 843)
- Ambrogio † (abans de desembre de 843 - fins a febrer de 852)
- Geremia † (abans de desembre de 852 - fins a novembre de 867)
- Gherardo I † (abans de juny de 869 - fins a novembre de 895)
- Pietro II † (inicis d'octubre de 896 - fins a octubre de 932)
- Corrado † (abans de maig de 935 - fins a abril de 964)
- Aghino † (citat el 967)
- Adalongo † (inicis d'agost de 968 - fins a juny de 978)
- Guido I † (abans de febrer de 979 - fins a octubre de 981)
- Teudigrimo † (abans de maig de 983 - fins a maig de 987)
- Isalfredo † (inicis d'abril de 988 - fins a desembre de 989)
- Gherardo II † (abans de gener de 991 - fins a juny de 1003)
- Rodilando † (citat el 1005)
- Grimizzo † (abans de març de 1014 - 22 d'octubre de 1022 mort)
- Giovanni II † (abans de setembre de 1023 - 28 de maig de 1056 mort)
- Anselmo I † (abans de 23 de març de 1057 - 21 d'abril de 1073 mort) (el 1061 va ser elegit papa amb el nom d'Alexandre II)
- Sant'Anselmo II † (d'abril o de maig de 1073 - 18 de març de 1086 mort)
- Gottifredo † (abans de 4 de juliol de 1091 - 28 de febrer de ? mort)
- Rangerio † (abans de 18 d'agost de 1097 - 25 de gener de 1112 mort)
- Rodolfo † (abans de 18 de maig de 1112 - 1 de desembre de 1118 mort)
- Benedetto I † (1 de desembre de 1118 - 15 de gener de 1128 mort)
- Uberto † (abans de 3 de març de 1128 - 7 d'agost de 1135 deposat)
- Guido II † (citat el 1138)
- Ottone † (abans de setembre de 1139 - fins a juliol de 1146 mort)
- Gregorio † (9 de febrer de 1147 - 26 de febrer de 1164 mort)
  - Pievano † (abans de 1159 - fins a1166) (antibisbe)
  - Lando † (abans de 19 de desembre de 1167 - 28 de gener de 1176) (antibisbe)
- Guglielmo I † (abans de 1170 - 23 de març de 1194 mort)
- Guido III † (18 de maig de 1194 - 9 de maig de 1202 mort)
- Roberto † (31 d'agost de 1202 - 21 de setembre de 1225 mort)
  - Ricciardo † (setembre de 1225 - circa 1225 mort) (bisbe electe)[11]
- Opizzone † (inicis d'abril de 1228 - 1231 deposat)
  - Sede vacante (1231-1236)[12]
- Guercio Tebalducci † (12 de desembre de 1236 - 22 de novembre de 1256 mort)
- Enrico I † (22 de novembre de 1256 - 21 d'octubre de 1269 mort)
- Pietro Angiorello, O.P. † (21 d'octubre de 1269 - 18 de maig de 1274 mort)[13]
- Paganello da Porcari † (9 o 11 d'agost de 1274 - 9 de febrer de 1300 mort)
- Enrico II, O.F.M. † (1 d'agost de 1300 - agost de 1323 mort)
- Guglielmo di Montalbano, O.P. † (26 de gener de 1330 - 8 d'abril de 1349 mort)
- Berengario Blaxini † (21 d'octubre de 1349 - 14 de gener de 1368 mort)
- Guglielmo Lodart † (17 d'agost de 1368 - 16 de juny de 1373 mort)
- Paolo Gabrielli † (9 de gener de 1374 - 10 de setembre de 1380 mort)
- Antonio da Riparia † (29 d'octubre de 1380 - 16 d'agost de 1383 mort)
- Giovanni Salvucci, O.F.M. † (9 d'octubre de 1383 - 24 de setembre de 1393 mort)
- Niccolò Guinigi † (31 de gener de 1394 - 15 de novembre de 1435 mort)
- Lodovico Maulini † (23 de desembre de 1435 - 24 d'octubre de 1440 mort)
- Baldassarre Manni † (30 de gener de 1441 - 18 de gener de 1448 mort)
- Stefano Trenta † (4 de març de 1448 - 18 de setembre de 1477 mort)
  - Giacomo Ammannati Piccolomini † (24 de setembre de 1477 - 10 de setembre de 1479 mort) (administrador apostòlic)
- Niccolò Sandonnini † (15 de novembre de 1479 - 19 de juliol de 1499 mort)
- Felino Sandei † (19 de juliol de 1499 - novembre de 1499 renuncià)
  - Giuliano della Rovere † (novembre de 1499 - 29 d'agost de 1501 renuncià) (administrador apostòlic)
- Felino Sandei † (29 d'agost de 1501 - 6 de setembre de 1503 mort) (per segona vegada)
- Galeotto Franciotti della Rovere † (d'octubre o de novembre de 1503 - 11 de setembre de 1507 mort)
  - Sisto Gara della Rovere † (11 de setembre de 1507 - 4 de març de 1517 renuncià) (administrador apostòlic)
- Leonardo Grosso della Rovere † (4 de març de 1517 - 9 de març de 1517 renuncià)
  - Raffaele Riario della Rovere † (9 de març de 1517 - 13 de novembre de 1517 renuncià) (administrador apostòlic)
- Francesco Riario-Sforza † (13 de novembre de 1517 - de maig de 1546 mort)
- Bartolomeo Guidiccioni † (26 de maig de 1546 - 4 de novembre de 1549 mort)
- Alessandro Guidiccioni il vecchio † (4 de novembre de 1549 - 1600 renuncià)
- Alessandro Guidiccioni il giovane † (27 de novembre de 1600 - 16 de març de 1637 mort)
- Marcantonio Franciotti † (30 de març de 1637 - 31 de juliol de 1645 renuncià)
- Giavanbattista Rainoldi † (31 de juliol de 1645 - 26 de desembre de 1649 mort)
- Pietro Rota † (27 de juny de 1650 - 12 de febrer de 1657 mort)
- Girolamo Buonvisi † (28 de maig de 1657 - 20 de febrer de 1677 mort)
- Giulio Spinola † (8 de novembre de 1677 - 25 de setembre de 1690 renuncià)
- Francesco Buonvisi † (27 de setembre de 1690 - 22 d'agost de 1700 mort)
- Orazio Filippo Spada † (15 de desembre de 1704 - 17 de gener de 1714 nomenat arquebisbe, a títol personal, d'Osimo)
- Genesio Calchi † (28 de maig de 1714 - 20 de gener de 1720 mort)
- Bernardino Guinigi † (20 de desembre de 1723 - 13 de gener de 1729 mort)
- Tommaso Cervioni † (7 de febrer de 1729 - 21 de maig de 1731 renuncià i nomenat bisbe titular de Porfireone)
- Fabio di Colloredo, C.O. † (19 de novembre de 1731 - 15 de novembre de 1742 mort)
- Giuseppe Palma † (28 de gener de 1743 - 31 d'octubre de 1761 mort)
  - Vincenzo Torre † (5 de febrer de 1762 - 11 de març de 1763 mort) (bisbe electe)
- Giovan Domenico Mansi, O.M.D. † (9 d'abril de 1764 - 27 de setembre de 1769 mort)
- Martino Bianchi † (12 de març de 1770 - 26 de desembre de 1788 mort)
  - Paolino Francesco Bertolini † (1789 - 1789 renuncià) (bisbe electe)
- Filippo Sardi † (3 d'agost de 1789 - 8 de març de 1826 mort)
- Giuseppe De Nobili † (3 de juliol de 1826 - 29 de març de 1836 mort)
- Giovanni Domenico Stefanelli, O.P. † (11 de juliol de 1836 - 18 de desembre de 1844 renuncià)
- Pierluigi Pera † (21 d'abril de 1845 - 8 de juliol de 1846 mort)
  - Sede vacante (1846-1849)
- Giulio Arrigoni † (5 de novembre de 1849 - 10 de gener de 1875 mort)
- Nicola Ghilardi † (15 de març de 1875 - 20 de juliol de 1904 mort)
- Benedetto Lorenzelli † (14 de novembre de 1904 - 29 d'abril de 1910 renuncià)
- Arturo Marchi † (29 d'abril de 1910 - 4 de febrer de 1928 mort)
- Antonio Torrini † (15 de juny de 1928 - 20 de gener de 1973 mort)
- Enrico Bartoletti † (20 de gener de 1973 - 25 de març de 1973 renuncià)
- Giuliano Agresti † (25 de març de 1973 - 18 de setembre de 1990 mort)
- Bruno Tommasi (20 de març de 1991 - 22 de gener de 2005 jubilat)
- Benvenuto Italo Castellani, (22 de gener de 2005 - 19 de gener de 2019 jubilat)
- Paolo Giulietti, des del 19 de gener de 2019

## Persones relacionades amb la diòcesi
- Ermenegildo Pellegrinetti
- Alfredo Pacini
- Paolo Bertoli
- Arturo Paoli
- Mansueto Bianchi
- Fausto Tardelli

## Demografia
| any  | població | població | població | sacerdots | sacerdots       | sacerdots       | sacerdots             | Diaques | religiosos | religiosos | Parròquies |
| ---- | -------- | -------- | -------- | --------- | --------------- | --------------- | --------------------- | ------- | ---------- | ---------- | ---------- |
| any  | batejats | total    | %        | total     | clergat secular | clergat regular | batejats per sacerdot | Diaques | homes      | dones      |            |
| 1950 | 259.227  | 259.270  | 100,0    | 538       | 415             | 123             | 481                   |         | 151        | 177        | 248        |
| 1970 | 259.915  | 260.138  | 99,9     | 482       | 357             | 125             | 539                   |         | 156        | 834        | 261        |
| 1980 | 277.885  | 279.035  | 99,6     | 417       | 315             | 102             | 666                   |         | 109        | 708        | 260        |
| 1990 | 278.522  | 279.934  | 99,5     | 333       | 269             | 64              | 836                   | 3       | 70         | 609        | 256        |
| 1999 | 302.140  | 306.774  | 98,5     | 346       | 282             | 64              | 873                   | 13      | 77         | 535        | 362        |
| 2000 | 302.000  | 306.000  | 98,7     | 339       | 275             | 64              | 890                   | 13      | 77         | 548        | 362        |
| 2001 | 302.000  | 308.360  | 97,9     | 342       | 280             | 62              | 883                   | 16      | 74         | 546        | 362        |
| 2002 | 301.200  | 307.507  | 97,9     | 316       | 287             | 29              | 953                   | 16      | 49         | 457        | 363        |
| 2003 | 293.140  | 299.972  | 97,7     | 306       | 277             | 29              | 957                   | 16      | 50         | 452        | 363        |
| 2004 | 293.145  | 312.369  | 93,8     | 306       | 277             | 29              | 957                   | 17      | 50         | 426        | 362        |
| 2013 | 315.200  | 323.200  | 97,5     | 203       | 186             | 17              | 1.552                 | 22      | 33         | 261        | 362        |